# Eye Wish Opticiens

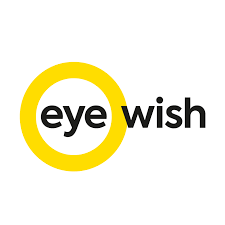
Logo van Eye Wish Opticiens (actueel 2021)

Eye Wish Opticiens is een keten van opticiens in Nederland. Met ruim 150 winkels in Nederland is het een van de grootste opticienketens in Nederland. In 1934 werd een eerste opticienzaak geopend door Roel Groeneveld in het centrum van Dordrecht. Vanuit deze winkel bouwde hij zijn bedrijf uit tot een keten van zelfstandige opticiens in verschillende delen van het land.

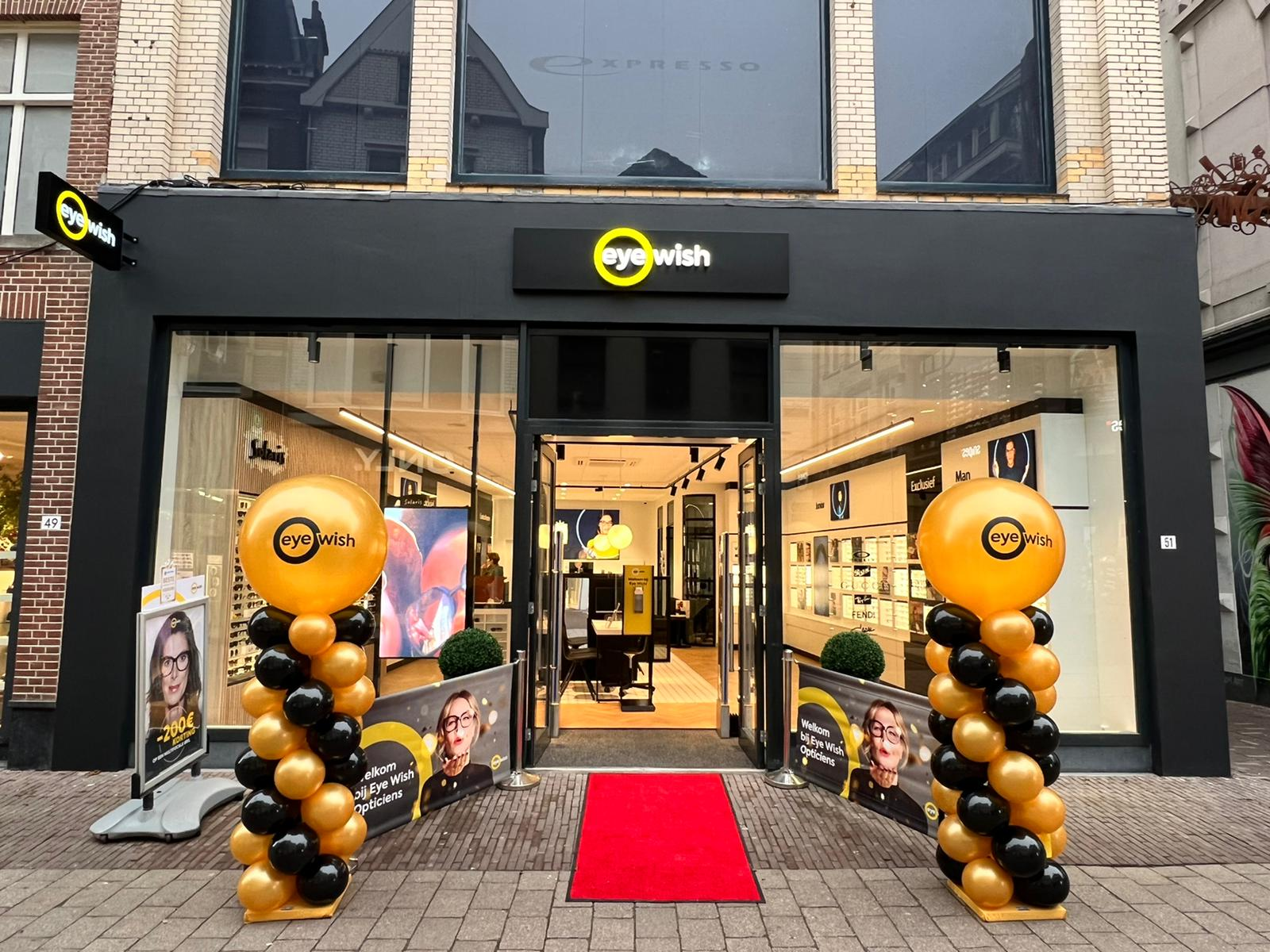
Filiaal van Eye Wish Opticiens in Arnhem (2021)

In 2001 zijn alle winkels door investeringsmaatschappij HAL van de familie Groeneveld overgenomen en ondergebracht bij het bedrijf GrandVision, waarna de gecombineerde naam Eye Wish Groeneveld ontstond. Na de overname van Het Huis Opticiens in 2012, fuseerde GrandVision deze vervolgens samen tot Het Huis Eye Wish opticiens. Het Huis is in de loop der jaren van de gevels verdwenen.
Nadat HAL Investments het moederbedrijf van Eye Wish Opticiens eind 2019 wilde verkopen aan de Frans-Italiaanse brillen- en lenzenproducent EssilorLuxottica, kwam de Europese Commissie tot de conclusie dat het resulterende bedrijf te groot werd. Om aan de eisen van de EC te voldoen, verkocht EssilorLuxottica in 2021 een gedeelte van de Eye Wish winkels (met daarbij de winkels, maar niet de naam, van de Belgische tak, GrandOptical) aan Optic Retail International Group BENE (Orig Bene), onderdeel van de Oostenrijkse groep MPG Austria. In de tweede helft van 2022 werden de bij GrandVision gebleven winkels van Eye Wish Opticiens omgebouwd naar de nieuwe Pearle Studio formule, terwijl Orig Bene de Belgische GrandOptical winkels ombouwt tot Eye Wish Opticiens.
In 2023 werd bekend dat de winkels welke in 2022 werden omgebouwd naar Pearle Studio opnieuw worden omgebouwd naar het voor Nederland nieuwe merk, Grandoptical.